# الطاقة في اليمن
| اقتصاد اليمن         |
| سياحة                |
| تعدين                |
| زراعة - سدود         |
| البنك المركزي اليمني |
| النفط                |
| قائمة مطارات اليمن   |
| الضرائب              |
| مواضيع يمنية         |
| ثقافة - جغرافيا      |
| تاريخ - مجتمع        |

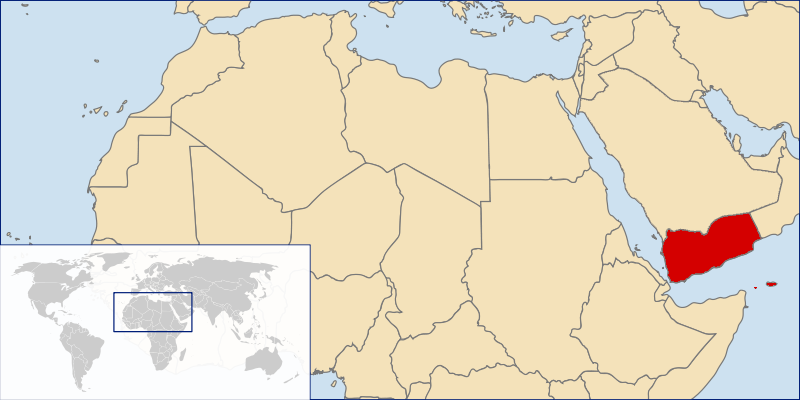
خريطة الجزيرة العربية وشمال أفريقيا مع إبراز موقع اليمن

يشكل النفط أساساً لصناعات عديدة في مقدمتها صناعة الأسمدة التي تعتبر إحدى مرتكزات الثورة الخضراء والتي سمحت بتلبية حاجات العالم من الغذاء على الرغم من مضاعفة سكان العالم بأربع مرات خلال القرن العشرين.

## النفط
استكشاف وإنتاج النفط في اليمن:
وبالنسبة لليمن فقد بدأت الأعمال الاستكشافية عن النفط الخام في الثلاثينات وتحديداً في عام 1938م عندما قامت شركة النفط العراقية، بمسوحات زلزالية (seismic>) في محافظتي حضرموت والمهرة. ثم تلى ذلك أعمال استكشافية متقطعة من قبل الشركات الأجنبية في بداية الخمسينات والستينات، وتوالت الجهود الاستكشافية في السبعينات والثمانينات وكان من نتائجها العملية إعلان شركة «هنت» عن أول اكتشاف تجاري في اليمن وذلك في صيف 1984م في قطاع مأرب / الجوف كما تم الإعلان عن اكتشاف النفط في محافظة شبوة من قبل شركة «تكنو أكسبورت» السوفيتية عام 1987م.
وقد مثل قيام الوحدة اليمنية في 22 مايو 1990م حافزاً لشركات النفط العالمية لتوسيع نطاق استثماراتها وعملياتها البترولية في أجزاء واسعة من أراضي الجمهورية اليمنية. وتشير آخر الإحصائيات على أن إنتاج اليمن من النفط وصل إلى (96.54) مليون برميل تقريباً نهاية العام 2010م ومن أبرز الحقول النفطية في اليمن حوض المسيلة قطاع (14) الذي تم اكتشافه في العام 1993م، وتحرص الحكومة اليمنية على تطوير حقولها النفطية بزيادة الإنتاج النفطي بهدف زيادة الثروة الوطنية استجابة لمتطلبات التنمية الاقتصادية والاجتماعية في البلاد كون النفط يساهم بنسبة تتراوح بين (30-40)% من قيمة الناتج المحلي الإجمالي ويستحوذ بأكثر من 70% من إجمالي إيرادات الموازنة العامة للدولة ويشكل أكثر من90% من قيمة صادرات الدولة، حيث تمتلك الجمهورية اليمنية ثلاثة موانئ لتصدير النفط الخام وهي:
1- ميناء رأس عيسى: عبارة عن ناقلة نفط ضخمة وزنها الساكن 409 ألف طن متري وسميت بـ (صافر) نسبة إلى الموقع الذي تم اكتشاف النفط فيه، ويستخدم هذا الميناء لتصدير نفط مأرب الخفيف وجَنَّة.وبالنسبة لموقعه ترسو الباخرة صافر على بعد 4.8 ميلاً بحرياً عن شاطئ رأس عيسى الذي يبعد حوالي 60 كم شمال الحديدة على شاطئ البحر الأحمر. وتقوم شركة هنت اليمنية للنفط بتشغيل الميناء.
2- ميناء الشحر (البحر العربي): أنشئ هذا الميناء عقب اكتشاف النفط الخام بكميات تجارية في قطاع المسيلة وانتهت عملية تجهيزه في عام 1993م ويستخدم لتصدير خام المسيلة والنفوط الأخرى في قطاع شرق شبوة وحواريم.
ويقع الميناء على الساحل الجنوبي الشرقي للجمهورية على بحر العرب بالقرب من مدينة الشحر ويبعد عن المكلا حوالي 15كم شرقاً كما يبعد عن مدينة عدن حوالي 426كم. وتقدر مساحة الميناء بحوالي (1790000) متر مربع غير شاملة نقطة التحميل العائمة. وتقوم شركة كنديان نيكسن بتروليوم المحدودة صاحبة الامتياز في (القطاع 14) المسيلة بتشغيل هذا الميناء.
3- ميناء بلحاف (البحر العربي): أنشئ الميناء بعد إعلان اكتشاف النفط في غرب عياد بشبوة في 15أبريل 1987م وتم الانتهاء من بنائه في عام 1990م ويستخدم لتصدير نفط شبوة الخفيف منذ ذلك العام. ويقع الميناء على ساحل البحر العربي للجمهورية بين مدينتي عدن والمكلا.

## الغاز
وفيما يتعلق بالغاز فقد بدأ اكتشاف الغاز في اليمن مواكباً للاستكشافات النفطية في عام 1984م في قطاع (18) مأرب /الجوف كغاز مصاحب للنفط وجافا. ويقدر إجمالي الاحتياطي العام من الغاز بحوالي 16 تريليون قدم مكعب أما الاحتياطي من الغاز البترولي المسال فيقدر بحوالي (31) مليون طن متري.
وينتج الغاز مصاحباً للنفط من الحقول ويتم فصله في منشآت معامل مأرب حيث يقدر الإنتاج اليومي بحولي 2.75 مليار قدم مكعب، ويعاد حقن ما يعادل 2.5 مليار قدم مكعب من هذه الكمية يومياً إلى الحقول في الوقت الراهن للمحافظة على الضغط المكمني ولإنتاج أكبر كمية من النفط. كما وصل إنتاج الغاز إلى (736) ألف طن في العام 2010م.
من المعروف أن اليمن عبر حضارتها القديمة قد شهدت صناعة تعدينية هامة وقد أعادت بعض مشاريع المسح الجيولوجي وأعمال الاستكشافات المعدنية اكتشاف عدد من المناجم القديمة التي استغلها قدماء اليمنيين الكثير مثل الذهب والفضة والحديد والنحاس بطريقة بدائية. وتجدر الإشارة إلى أن بعض مناطق التمعدنات القديمة مازالت تكتسب في الوقت الحاضر أهمية معدنية ذات جدوى اقتصادية ممكنة.
وتعتبر مشاريع البحث والتنقيب عن المعادن في اليمن حديثة العهد وقد انحصر تنفيذها على جهود الدولة إضافة إلى بعض المساعدات من قبل الأمم المتحدة وبعض الدول الصديقة، الأمر الذي جعل أعمال البحث والتنقيب تشهد تعثرات وعدم استمرارية وقد شهدت الفترة من 1996-2010م إسهاماً كبيراً للشركات الأجنبية في مجال البحث والتنقيب عن المعادن الفلزية في اليمن حيث عملت مجموعة من الشركات الكندية والأوروبية على تطوير الأعمال السابقة لبعض المشاريع التعدينية التي أدت إلى نتائج إيجابية. كما أن الاستغلال المحلي للمعادن والصخور الصناعية لا يتوافق مع التاريخ التعديني المشهور لليمن ولا يتناسب أيضاً مع الاحتياطيات الهائلة، حيث يقتصر الاستغلال المحلي على بعض الخامات التي تُسْتَخْدَم بطرق مباشرة أو غير مباشرة في الإغراض الإنشائية فقط.
وتعتبر أحجار البناء والزينة من الرخام والجرانيت والبازلت والأجنبميرايت من أكثر الخامات المستهلكة محلياً في بناء وتزيين المباني منذ القدم.

## الكهرباء

### تاريخ
البدايات الأولى لدخول الكهرباء في اليمن كانت في مدينة عدن في العام 1926 لتغطية احتياجات القاعدة العسكرية للمستعمر البريطاني آنذاك حيث أنشأت محطة بخارية طاقتها 3 ميجاوات، ثم حدث بعض التوسع لتغطية احتياجات مدينة عدن من خلال محطة حجيف البخارية وبعض المحطات الأخرى كما عرفت محافظات حضرموت ولحج وأبين الكهرباء من خلال مولدات صغيرة في بيوت السلاطين وبعض الميسورين.
بدأ دخول الكهرباء في مدينة الحديدة في عام 1950 من خلال مولدين صغيرين للكهرباء طاقة كل واحد منهما 150 كيلوات، وفي مدينة تعز بدأت الكهرباء بمولدات صغيرة في المرافق الخاصة بالإمام في عام 1955 وفي عام 1960 أنشأت أول شركة كهرباء محلية سميت شركة تعز الأهلية كما تأسست شركة مماثلة في صنعاء في عام 1959 أما في الحديدة فقد تأسست شركة كهرباء ومياه الحديدة في عام 1965 ولكن كانت جميعها بقدرات توليدية متواضعة.
بعد قيام ثورة 26 سبتمبر في 1962 كان قطاع الكهرباء من بين القطاعات التي حظيت بالاهتمام لما تمثله الكهرباء من أهمية كبيرة في عملية البناء والتطوير حيث استمر التوسع في تقديم خدمة الكهرباء ليشمل عدداً أكبر من المواطنين لتصل إلى مدن أخرى مثل إب وذمار والبيضاء وغيرها.
في 1/7/1975 صدر القانون رقم (12) لسنة 1975م بدمج شركات الكهرباء الأهلية الثلاث المذكورة آنفاً في كل من صنعاء وتعز والحديدة في مؤسسة للكهرباء تبنت إنشاء محطات للكهرباء لمواجهة الاحتياج المتنامي للطاقة الكهربائية حيث تم إنشاء محطة ذهبان في صنعاء بقدرة 21 ميجاوات ومحطتي الحالي في الحديدة وعصيفره في تعز وبقدرة توليدية 16 ميجاوات لكل منهما كما أنشأت محطات أصغر في مختلف المدن الأخرى، إلا أن الطلب المتزايد على الكهرباء استدعى مواكبة النمو في مجال الكهرباء النمو المستمر في مختلف مجالات الحياة مما استدعى بناء محطات التوليد البخارية الكبيرة وتركيب شبكات توزيع كبيرة للاستفادة من تلك الطاقة المولدة التي أنتجتها محطة رأس كتنيب البخارية التي افتتحت في عام 1984 وكانت قدرتها التوليدية 150 ميجا وات ومحطة المخاء البخارية التي افتتحت في عام 1987 وبقدرة توليدية مقدارها 160 ميجاوات غطت الاحتياج للكهرباء في المدن الرئيسية الواقعة في المثلث صنعاء – تعز – الحديدة من خلال ما عرف بالمنظومة الوطنية للكهرباء والتي شملت شبكة للجهد الفائق (132 ك.ف.) ومحطات تحويل رئيسية وفرعية ومركز للتحكم الوطني ومحطات الديزل وذلك لخدمة المواطنين في المدن الواقعة في المثلث المذكور والتي شملت بالإضافة إلى المدن الرئيسية الثلاث كلا من مدن إب وذمار وباجل وعمران وغيرها ومصنعي الإسمنت في كل من باجل وعمران.
أما في مدينة عدن فقد تم إنشاء محطة خورمكسر في عام 1975 م بقدرة 25 م.و. توسعت لاحقا بقدرة إضافية 16 م.و. وفي عام 1982م أنشأت محطة المنصورة بقدرة 65 م.و. كما تم بناء محطة الحسوة الكهروحرارية في نهاية الثمانينات بقدرة توليدية 166 م.و.
بعد الوحدة اليمنية وفي عام 1997 تم افتتاح مشروع الربط الكهربائي بين كل من نعز وعدن وهو المشروع الذي بدأ العمل لتنفيذه في عام 1993 بغرض ربط المنظومتين الكهربائيتين في شمال الوطن وجنوبه وهو مما ساعد في تحسين أداء المؤسسة العامة للكهرباء بشكل عام.

### احصائيات
تمثل الطاقة الكهربائية بكافة مصادرها الرافد الرئيسي لنمو القطاعات الاقتصادية والخدمية حيث تواصلت جهود الحكومة لزيادة الطاقة الكهربائية من خلال إنشاء محطات التوليد وشبكات نقل وتوزيع الطاقة الكهربائية. وقد زادت الطاقة المركبة الكهربائية من 714ميجا وات في عام 1990م إلى 1568.36ميجاوات في عام 2010م وبمعدل نمو (119.65%).وفي المقابل زاد عدد المشتركين في> الكهرباء من 423 ألف مشترك في العام 1990م إلى (1667.3) ألف مشترك في عام 2010م بمعدل نمو (294.16%)، وتتراوح مساهمة هذا القطاع في الناتج المحلي الإجمالي ما بين (1-2)% سنويا ً.
تصل نسبة المستفيدين في الريف اليمني من نشاط الكهرباء حتى عام 2005م إلى 32.3% من إجمالي سكان الريف. كما تصل نسبة المستفيدين في الريف والحضر إلى 47% من إجمالي السكان لنفس العام.

### الاعتدائات على الكهرباء
زادت حدة الاعتدائات على خطوط نقل الكهرباء في اليمن في ذورة ثورة الشباب اليمنية منتصف العام2011 ، وكانت ولا زالت أغلب الاعتدائات تقع في محافظة مأرب في «خطوط نقل الطاقة الكهربائية مأرب ـ صنعاء»، المكونة من 490 برجاً ممتده بين المحافظتين، في مأرب توجد محطة مأرب الغازية التي تولد الكهرباء لأغلب محافظات اليمن عبر الشبكة الوطنية، تبلغ إجمالي طاقة الكهرباء 850 ميجا وات في بلد سكانه 25 مليون نسمة، تنوعت أعمال التخريب ضد خطوط نقل الكهرباء، بين اعتدائات بالرصاص والقذائف والعبوات الناسفة، وبالخبطات الحديدية، أو حتى بمنع الفرق الفنية من إصلاح التخريب ، بلغت عدد الاعتدائات 141 اعتداء منذ 2010 ، منها 59 اعتداءً خلال الفترة من 1 مايو 2012 إلى 15 مارس 2013 في محافظة مأرب ، و13 اعتداء في محافظة صنعاء خلال الفترة نفسها. وبلغت خسائر الاعتدائات 33 مليار ريال يمني
في مايو 2012 وجه وزير الكهرباء اليمني الدكتور صالح سميع أصابع الإتهام مباشرة للرئيس السابق علي عبد الله صالح واصفاً اياه بأنه «زعيم عصابة الخمسة الذين يتناوبون على قطع الكهرباء»  ، نشرت وسائل اعلامية تقارير عن وزارة الداخلية بأسماء المتهمين بالاعتداء على الكهرباء في الفترةمايو 2012 إلى منتصف مارس 2013 وصل عددهم لأكثر من 75 مطلوب أمنياً. وغالباً ما تكتفي الداخلية بالكشف عن أسماء اشخاص تقول إنهم متهمون بتفجير انابيب النفط أو تخريب الكهرباء لكنها لم تعلن انها القت القبض على اياً منهم.
في تقرير المبعوث الأممي جمال بنعمر أمام مجلس الأمن عن الأوضاع في اليمن أشار إلى أن هناك من يسعى لتقويض العملية السياسية في اليمن من خلال الهجمات المتكررة على ابراج الكهرباء وأنابيب النفط فيما أكتفت الحكومة عملياً بتصريحات بين الحين والآخر تؤكد فيها أن الاعتدائات على الكهرباء لدوافع سياسية  وتتعدد اسباب الاعتدائات من مطالب توضيف أو أفراج عن سجناء.

## المياه
أولت الحكومة اليمنية هذا القطاع اهتماماً متزايداً حول تعزيز إدارة الموارد المائية وضرورة إيجاد المعالجات الضرورية لحل أزمة المياه التي تعاني منها الجمهورية اليمنية كون اليمن من أكثر المناطق في العالم شحة في المياه ويعود ذلك إلى أن 90% من مناطق البلاد تتميز بمناخ جاف إلى جانب التوسع في ضخ المياه الجوفية ويبلغ متوسط انخفاض منسوب المياه في معظم الأحواض (1-8) متر في السنة ومن المتوقع أن تنضب هذه الأحواض خلال فترة تتراوح مابين (15-50 سنة) نظراً لتزايد الكميات المنتجة من المياه والتي وصلت في نهاية عام 2010 إلى (152580) ألف متر مكعب.وفي المقابل زاد عدد المشتركين في شبكة المياه العامة إلى (605158) مشترك في العام نفسه، كما وصل عدد المنتفعين خلال نفس الفترة إلى (4296622) نسمة.